# Karen Holliday
Karen Holliday (ur. 12 lutego 1966 w Nelson) – nowozelandzka kolarka torowa i szosowa, złota medalistka torowych mistrzostw świata.

## Kariera
Największym sukcesem w karierze Karen Holliday było zdobycie złotego medalu w wyścigu punktowym podczas torowych mistrzostw świata w Maebashi w 1990 roku. W wyścigu tym bezpośrednio wyprzedziła Swietłanę Samochwałową z ZSRR i belgijkę Kristel Werckx. W tym samym roku Karen została mistrzynią kraju w szosowym wyścigu ze startu wspólnego. Nigdy jednak nie brała udziału w igrzyskach olimpijskich.